# 理查德·托雷斯
理查德·托雷斯（英語：Richard Torrez，1999年6月1日—），美国男子拳击运动员。他曾代表美国参加2020年夏季奥林匹克运动会拳击比赛，获得男子91公斤以上级银牌。他也曾参加2019年泛美运动会。